# Жорстке диференціальне рівняння
Жорстке диференціальне рівняння — це диференціальне рівняння, для якого складно отримати розв'язок за допомогою прямих чисельних методів типу Адамса чи Рунге-Кутти. Строгого загальноприйнятого математичного визначення жорстких диференціальних рівнянь та жорстких систем диференціальних рівнянь немає. Жорсткість — це більше концепція для чисельного розв'язку звичайних диференціальних рівнянь. До жорстких систем відносяться задачі хімічної кінетики, нестаціонарні процеси у складних електронних схемах, задачі теплопровідності та дифузії та багато інших. 
Диференціальне рівняння порядку n має у загальному випадку n сталих часу, і, коли деякі з них значно відрізняються за величиною, або одна з них достатньо мала порівняно з інтервалом часу, на якому шукають розв'язок, то задача стає «жорсткою» і її практично неможливо розв'язати звичайними чисельними методами. В таких випадках крок повинен бути дуже малим, щоб можна було враховувати приріст тих складових розв'язку, які найшвидше змінюються, навіть після того, як їх внесок стане практично непомітним. Але зменшення кроку веде до збільшення часу обчислень і накопичення похибок. Класичні прямі (явні) методи типу Адамса чи Рунге-Кутти вимагають як правило для розв'язку неприйнятно дрібного кроку. Тому для цих рівнянь застосовують неявні методи.

## Мотиваційні приклади

### Перший приклад
Розглянемо задачу Коші
{\displaystyle \,y'(t)=-15y(t),\quad t\geq 0,y(0)=1.\qquad \qquad \qquad \quad \quad (1)}
Точний розв'язок (блакитним) такий
{\displaystyle y(t)=e^{-15t}\,} with {\displaystyle y(t)\to 0} as {\displaystyle t\to \infty .\qquad \qquad \qquad \qquad (2)}

При використанні для інтегрування жорсткого звичайного диференціального рівняння, явні чисельні методи проявляють нестійкість

Ми шукаємо чисельний розв'язок, який показує таку саму поведінку.
Зображення (праворуч) ілюструє вади різноманітних методів застосованих до цього рівняння.
1. Метод Ейлера з кроком h = 1/4 дико коливається і швидко виходить за межі графу (показано червоним).
2. Метод Ейлера із вдвічі меншим кроком, h = 1/8, призводить до розв'язку у межах графу, але коливається навколо нуля (показано зеленом).
3. Інтегрування за правилом трапецій (тобто, двокроковий метод Адамса-Мултона) заданий як
{\displaystyle y_{n+1}=y_{n}+{\frac {1}{2}}h\left(f(t_{n},y_{n})+f(t_{n+1},y_{n+1})\right).\qquad (3)}
Застосування цього метода замість метода Ейлера дає значно кращий результат (синій). Чисельний розв'язок монотонно спадає до нуля, так само як і точний розв'язок.

### Другий приклад[1]
Припустимо ми маємо частинку з координатами {\displaystyle (x(t),y(t)),} і, припустимо що ми хочемо щоб {\displaystyle y-}координата завжди була нулем. Одним зі способів зробити це є додати складову {\displaystyle -ky(t)} до {\displaystyle y'(t),} де {\displaystyle k} це велика додатна стала. Якщо {\displaystyle k} достатньо велика, тоді частинка ніколи не відійде далеко від {\displaystyle y(t)=0.} Однак, припустимо що також існує обмеження на {\displaystyle x-} координату. Отже, нехай ми маємо таке диференціальне рівняння:
{\displaystyle {\dot {\mathbf {Y} }}={\frac {d}{dt}}{\begin{pmatrix}-x(t)\\-ky(t)\end{pmatrix}}.}
(Ми також припустимо, що частинка стартує не з положення коли {\displaystyle y_{0}=0.}) Таке рівняння має місце коли частинка притягується до лінії {\displaystyle y=0} і не так сильно до {\displaystyle x=0.} Якщо ми розв'яжемо ЗДР достатньо далеко в часі, то ми очікуємо, що частинка прибуде до {\displaystyle (0,0).}
Розглянемо застосування метода Ейлера до цього рівняння. Якщо взяти крок {\displaystyle h,} отримуємо
{\displaystyle \mathbf {Y} _{new}=\mathbf {Y} _{0}+h{\dot {\mathbf {Y} }}(t_{0})={\begin{pmatrix}x_{0}\\y_{0}\end{pmatrix}}+h{\begin{pmatrix}-x_{0}\\-ky_{0}\end{pmatrix}}.}
Що дає 
{\displaystyle \mathbf {Y} _{new}={\begin{pmatrix}(1-h)x_{0}\\(1-hk)y_{0})\end{pmatrix}}.}
Якщо ми розглянемо {\displaystyle y} складову цього рівняння, ми бачимо, що якщо {\displaystyle |1-hk|>1} тоді отримане {\displaystyle y_{new}} матиме абсолютне значення більше ніж {\displaystyle |y_{0}|.} Інакше кажучи, якщо {\displaystyle |1-hk|>1,} метод Ейлера не сходиться до відповіді. Отже, нам краще щоб {\displaystyle 1-hk>-1} або {\displaystyle hk<2.} Найбільший крок який ми можемо взяти мусить бути меншим ніж {\displaystyle 2/k.}
Тепер, якщо {\displaystyle k} велика стала, тоді нам доведеться робити дуже маленькі кроки. Тобто частинка зісковзує у напрямку {\displaystyle (0,0)} дуже повільно. Навіть якщо частинка зовсім близько до {\displaystyle y_{0}=0,} нам потрібно робити настільки малі кроки, що її поступ уздовж осі {\displaystyle x} майже непомітний. У цьому випадку жорсткість з'являється через дуже велике {\displaystyle k.}

## A-стійкість
Поведінку чисельних методів на жорстких задачах можна аналізувати застосувавши їх до тестового рівняння {\displaystyle y'=ky} з початковою умовою {\displaystyle y(0)=1} де {\displaystyle k\in \mathbb {C} }. Розв'язок цього рівняння - {\displaystyle y(t)=e^{kt}}. Цей розв'язок прямує до нуля якщо {\displaystyle t\to \infty } і {\displaystyle \operatorname {Re} (k)<0.} Якщо чисельний метод також це демонструє (для фіксованого кроку), тоді такий метод називають A-стійким. Існує також сильніший критерій - L-стійкість, де розв'язок має прямувати до нуля за один крок, якщо розмір кроку прямує до нескінченності. A-стійкі методи не демонструють проблеми нестабільності продемонстровані в мотиваційних прикладах.